# Naoki Imaya
Naoki Imaya (jap. 今矢 直城, Imaya Naoki; * 18. Juni 1980 in der Präfektur Hyōgo) ist ein japanisch-australischer Fußballtrainer und ehemaliger Fußballspieler.

## Karriere
Imaya wurde in der Präfektur Hyōgo geboren und wuchs in Osaka auf, bevor er mit seiner Familie im Alter von zehn Jahren nach Sydney, Australien übersiedelte. Im Erwachsenenbereich spielte er zunächst in den Spielklassen von New South Wales für Eastern Suburbs und Blacktown City, bevor er die Saison 2000/01 für Canberra Cosmos unter Trainer Tom Sermanni in der landesweit höchsten Spielklasse, der National Soccer League, bestritt. Nach der Auflösung des Klubs wegen finanzieller Probleme zum Saisonende spielte er erneut für Blacktown.
2003 wurde Imaya der erste Asiate in der Schweizer Super League, bei Neuchâtel Xamax reichte es in der Hinrunde 2003/04 aber nur zu acht Ligaeinsätzen im defensiven Mittelfeld und einem Auftritt im UEFA-Pokal 2003/04 gegen AJ Auxerre. Die Rückrunde spielte er beim Schweizer Zweitligisten FC La Chaux-de-Fonds.
Im April 2005 wurde Imaya für die Saison 2005/06 vom neuseeländischen Profiklub New Zealand Knights verpflichtet, der in der neu gegründeten australischen Profiliga A-League antrat. Kurze Zeit später brach er sich noch als Spieler von Blacktown das Bein und fiel dadurch zu Saisonbeginn aus. Die Knights beendeten die Premierensaison mit nur einem Sieg aus 21 Partien abgeschlagen auf dem letzten Tabellenrang und Imaya kehrte nach Australien zurück, wo er auf regionaler Ebene für Brisbane City und die Marconi Stallions spielte, bevor er Mitte 2007 zum deutschen Regionalligisten VfB Lübeck wechselte. Dort kam er in der Hinrunde zu zwölf Ligaeinsätzen, bevor er seine aktive Fußballkarriere Ende 2007 beendete.
Nach seinem Karriereende eröffnete er eine Fußballschule in Japan und ist seit 2010 (Stand: Januar 2016) Trainer des aus der Waseda-Universität hervorgegangenen Vereins Waseda United der in der Regionalliga Kantō spielt.